# Bahnstrecke Drahthammer–Lauterhofen
| |                      |                                        |                                        |
| Streckennummer: | 5064                 |                                        |                                        |
| Kursbuchstrecke (DB): | 426b (1962)          |                                        |                                        |
| Kursbuchstrecke: | 423b (1946)          |                                        |                                        |
| Streckenlänge: | 26,0 km              |                                        |                                        |
| Spurweite: | 1435 mm (Normalspur) |                                        |                                        |
| Maximale Neigung: | 26 ‰                 |                                        |                                        |
| |                      |                                        |                                        |
| \| \| \| von Amberg \| \| \| \| 2,4 \| Drahthammer \| Drahthammer \| \| \| \| nach Schmidmühlen \| \| \| \| 3,8 \| Amberg Süd (seit 1939?) \| Amberg Süd (seit 1939?) \| \| \| 7,2 \| Haag (b Amberg) \| Haag (b Amberg) \| \| \| 8,5 \| Unterleinsiedl \| Unterleinsiedl \| \| \| 10,3 \| Hohenkemnath \| Hohenkemnath \| \| \| 11,5 \| Ursensollen \| Ursensollen \| \| \| 15,8 \| Deinshof \| Deinshof \| \| \| 19,3 \| Lauterach (b Amberg) \| Lauterach (b Amberg) \| \| \| 21,3 \| Kastl (b Amberg) Bahnhof \| Kastl (b Amberg) Bahnhof \| \| \| 22,1 \| Kastl (b Amberg) Markt (bis ca. 1920?) \| Kastl (b Amberg) Markt (bis ca. 1920?) \| \| \| 23,4 \| Pfaffenhofen (Oberpf) \| Pfaffenhofen (Oberpf) \| \| \| 24,3 \| Pattershofen (bis ?) \| Pattershofen (bis ?) \| \| \| 26,0 \| Brunn (Oberpf) \| Brunn (Oberpf) \| \| \| 28,4 \| Lauterhofen \| Lauterhofen \| |                      |                                        |                                        |
| Strecke (außer Betrieb) |                      | von Amberg                             | von Amberg                             |
| Bahnhof (Strecke außer Betrieb) | 2,4                  | Drahthammer                            | Drahthammer                            |
| Abzweig geradeaus und nach links (Strecke außer Betrieb) |                      | nach Schmidmühlen                      | nach Schmidmühlen                      |
| Haltepunkt / Haltestelle (Strecke außer Betrieb) | 3,8                  | Amberg Süd (seit 1939?)                | Amberg Süd (seit 1939?)                |
| Haltepunkt / Haltestelle (Strecke außer Betrieb) | 7,2                  | Haag (b Amberg)                        | Haag (b Amberg)                        |
| Haltepunkt / Haltestelle (Strecke außer Betrieb) | 8,5                  | Unterleinsiedl                         | Unterleinsiedl                         |
| Haltepunkt / Haltestelle (Strecke außer Betrieb) | 10,3                 | Hohenkemnath                           | Hohenkemnath                           |
| Haltepunkt / Haltestelle (Strecke außer Betrieb) | 11,5                 | Ursensollen                            | Ursensollen                            |
| Haltepunkt / Haltestelle (Strecke außer Betrieb) | 15,8                 | Deinshof                               | Deinshof                               |
| Haltepunkt / Haltestelle (Strecke außer Betrieb) | 19,3                 | Lauterach (b Amberg)                   | Lauterach (b Amberg)                   |
| Haltepunkt / Haltestelle (Strecke außer Betrieb) | 21,3                 | Kastl (b Amberg) Bahnhof               | Kastl (b Amberg) Bahnhof               |
| Haltepunkt / Haltestelle (Strecke außer Betrieb) | 22,1                 | Kastl (b Amberg) Markt (bis ca. 1920?) | Kastl (b Amberg) Markt (bis ca. 1920?) |
| Haltepunkt / Haltestelle (Strecke außer Betrieb) | 23,4                 | Pfaffenhofen (Oberpf)                  | Pfaffenhofen (Oberpf)                  |
| Haltepunkt / Haltestelle (Strecke außer Betrieb) | 24,3                 | Pattershofen (bis ?)                   | Pattershofen (bis ?)                   |
| Haltepunkt / Haltestelle (Strecke außer Betrieb) | 26,0                 | Brunn (Oberpf)                         | Brunn (Oberpf)                         |
| Kopfbahnhof Streckenende (Strecke außer Betrieb) | 28,4                 | Lauterhofen                            | Lauterhofen                            |

Die Bahnstrecke Drahthammer–Lauterhofen war eine Nebenbahn in Bayern. Sie zweigte im Bahnhof Drahthammer von der Bahnstrecke Amberg–Schmidmühlen ab und führte nach Lauterhofen. Ursprünglich begann sie im Bahnhof Amberg, wobei das erste Teilstück später administrativ zur Strecke nach Schmidmühlen zugeordnet wurde. Im Volksmund war die Strecke als Lauterhöfer Bockl bekannt.

## Geschichte
Die Strecke wurde am 7. Dezember 1903 von den Königlich Bayerischen Staats-Eisenbahnen eröffnet.

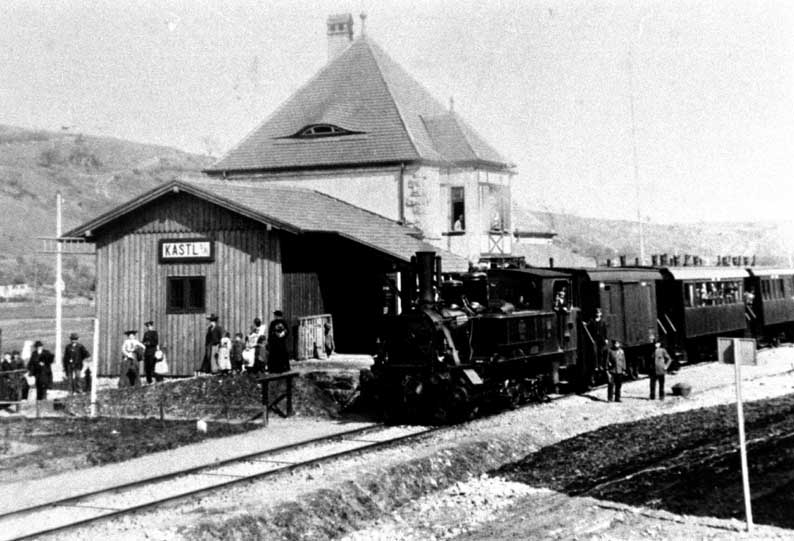
Bahnhof Kastl (1910)

Der Sommerfahrplan 1939 verzeichnete drei Personenzugpaare zwischen Amberg und Lauterhofen. Sie benötigten für die 28 Kilometer lange Strecke etwa eine Stunde.
Schon vor dem Zweiten Weltkrieg erhielten Kastl und Lauterhofen zu ihrer Bezirksstadt Neumarkt in der Oberpfalz eine Kraftpostverbindung. Die Deutsche Reichsbahn reagierte darauf schon in den 1930er Jahren mit dem Einsatz von Triebwagen. Seit den 1950er Jahren waren das dann Uerdinger Schienenbusse der Baureihe VT 98. Sie wurden letztendlich durch die Bahnbuslinie Amberg–Neumarkt ersetzt. Der Personenverkehr wurde am 1. Juli 1962 eingestellt, der Güterverkehr zum 1. April 1972. Der letzte Güterzug war bereits am 29. März 1972 gefahren. Die Strecke wurde anschließend stillgelegt und bis 1979 abgebaut.
Heute ist die Trasse Teil des Schweppermann-Radwegs von Neumarkt nach Schwarzenfeld. Auf dem ehemaligen Bahnhofsgelände von Ursensollen erinnert eine von Christa Torge und Karl-Heinz Torge künstlerisch gestaltete Stele an die Bahn.

## Streckenbeschreibung

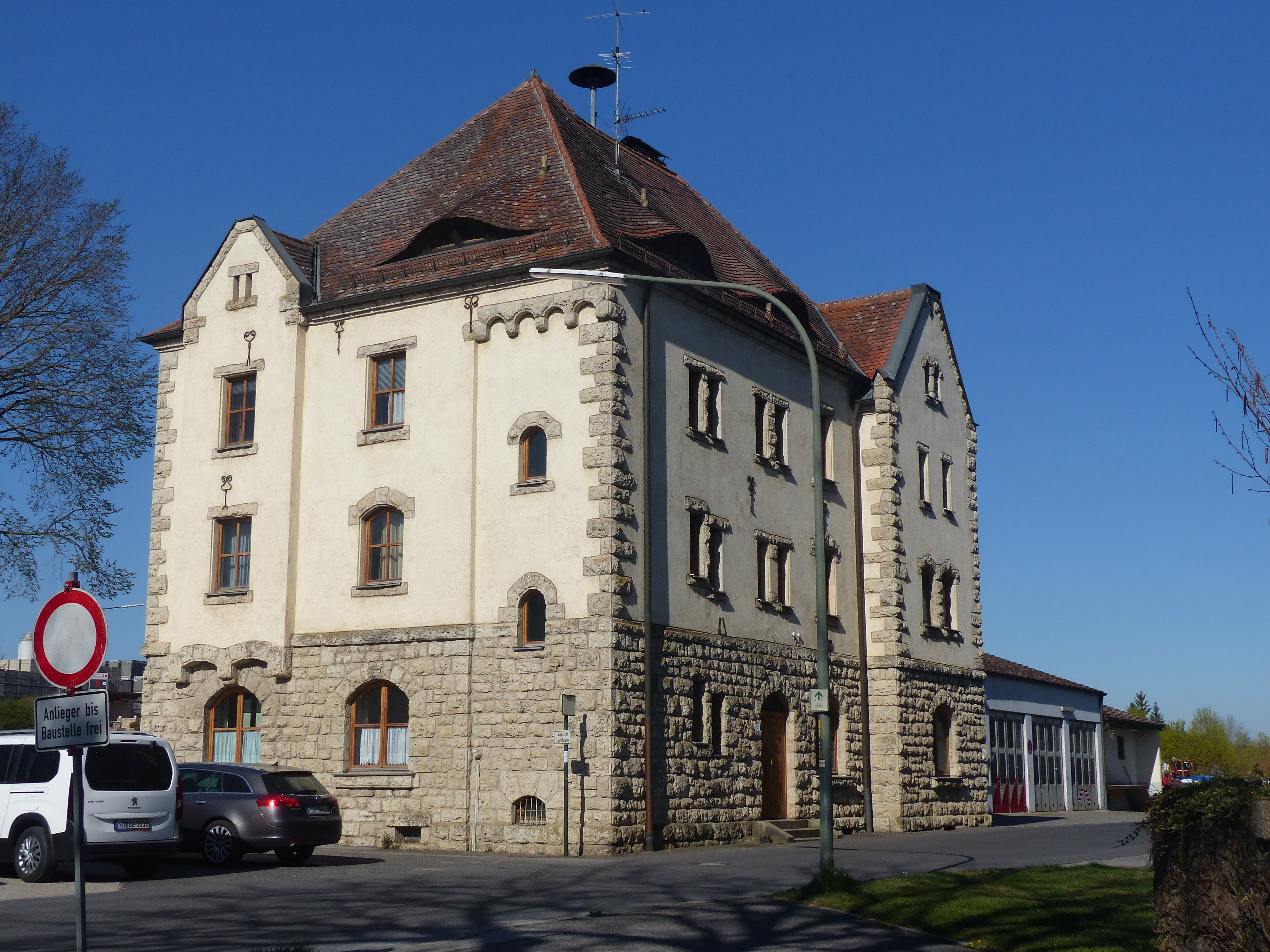
Der Bahnhof Lauterhofen besaß ein repräsentatives Empfangsgebäude (2020)

Vom Bahnhof Drahthammer führte die Strecke über die Köferinger Heide durch die Landschaft, wo sie mit ziemlich starkem Gefälle ins Lauterachtal abstieg, dem sie dann aufwärts bis Kastl folgte. Am Endpunkt Lauterhofen sorgte ein Steinbruch für zusätzliches Verkehrsaufkommen zu den sonst üblichen Frachten einer landwirtschaftlich geprägten Gegend.